# USS Massachusetts (BB-59)
El USS Massachusetts (BB-59) es un acorazado de clase South Dakota de la Armada de los Estados Unidos. Fue asignado en 1942 y sirvió en el Norte de África y en el Pacífico durante la Segunda Guerra Mundial. Fue dado de baja en 1947 y pasado a la reserva. Finalmente fue dado de baja en 1962 y dos años después fue remolcado a Fall River, Massachusetts donde fue abierto como museo en 1965, junto con otros buques de guerra estadounidenses.

## Construcción y asignación
El USS Massachusetts fue puesto en grada el 20 de julio de 1939 en los astilleros Bethlehem Steel Co., en Quincy, Massachusetts, botado el 23 de septiembre de 1941, amadrinado por Mrs. Charles Francis Adams. Fue asignado el 15 de mayo de 1942 y puesto al mando del capitán Francis E. M. Whiting. Realizó unas breves pruebas de mar en la bahía de Casco, Maine, hasta octubre de 1942.

## Servicio

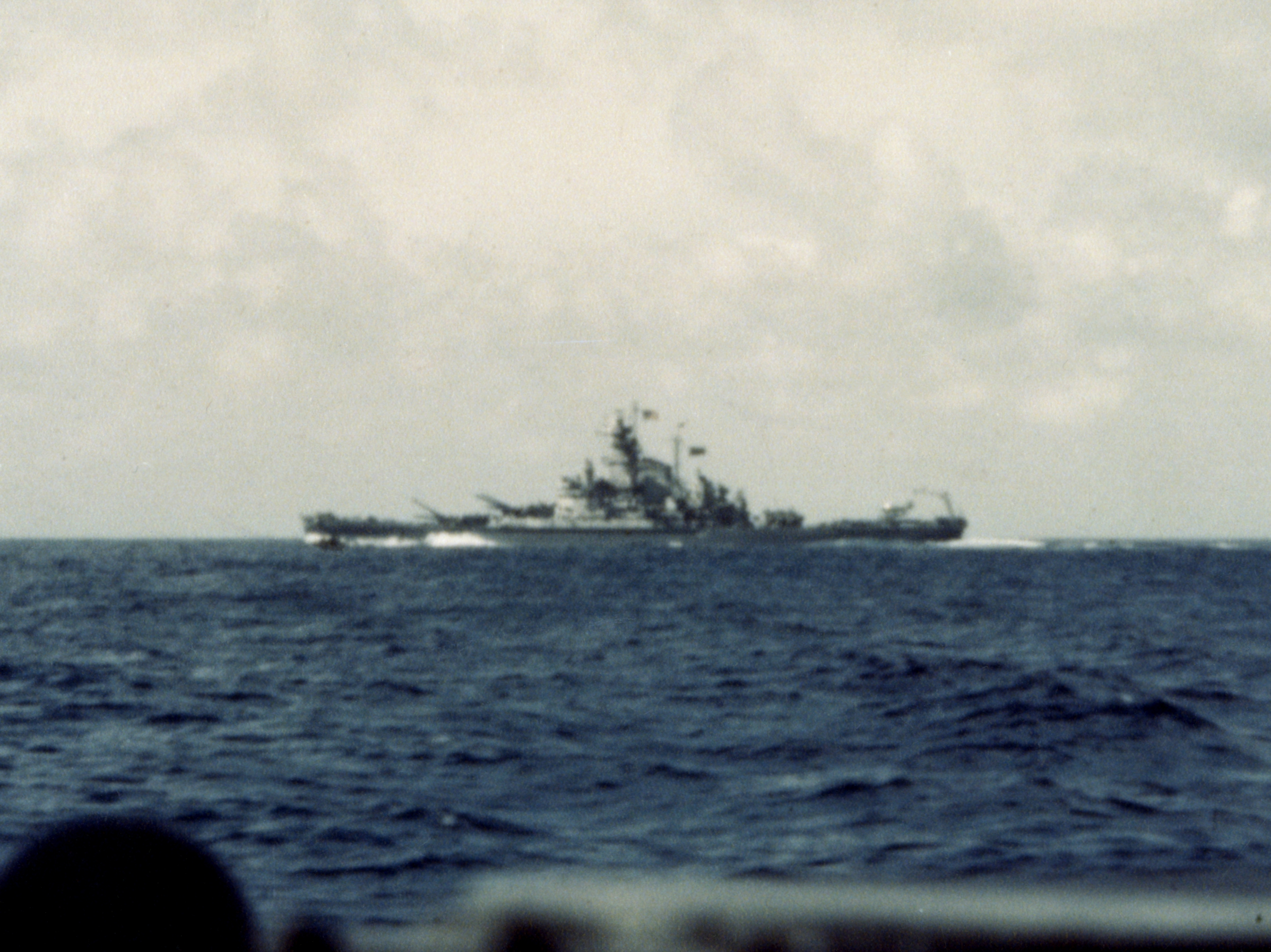
U.S. Barco de combate USS Massachusetts (BB-59) en la invasión al norte de África el 8 de noviembre de 1942

### Operación Torch
Se le necesitaba urgentemente para las operaciones navales de la Operación Torch, el desembarco aliado en el Norte de África, por lo que la navegación hasta Casablanca sirvió como parte de sus pruebas de mar. El 8 de noviembre de 1942 comenzó el desembarco y el Massachusetts junto con los cruceros pesados USS Tuscaloosa, USS Wichita y cuatro destructores participó en el bombardeo del puerto de Casablanca, en el que se encontraba fondeado el acorazado francés Jean Bart que, aunque incompleto y con una torre de 380 mm desmontada, era un temible adversario. El intercambio de disparos comenzó a las 7:03 de la mañana cuando la batería costera de El Hank abrió fuego contra el Massachusetts respondiendo éste contra el Jean Bart en la creencia de que había sido dicho buque el origen del fuego. El Jean Bart recibió 5 salvas de 406 mm del Massachusetts inhabilitando la otra torre de 380 mm de que disponía. El Massachusetts dañó igualmente al destructor francés Le Malin, que volcó, y cuatro mercantes en puerto. Durante este intercambio, siete destructores franceses abandonaron el puerto y se dirigieron a las playas de desembarco de Fédala, hoy Mohammedia, protegidas únicamente por los cruceros USS Brooklyn y USS Augusta. El Massachusetts puso en juego toda su velocidad para alcanzarlos y entablar combate con ellos. En esas circunstancias recibió dos salvas desde la batería de El Hank que causaron daños poco importantes. Desde el puerto de Casablanca salieron para apoyar a los destructores en combate un crucero, el Primauguet y otros dos destructores. El Massachusetts y el Tuscaloosa hundieron el destructor Fougeaux, dañaron gravemente al destructor Milan y junto con el Brooklyn y el Augusta hicieron lo propio al Primauguet quedando ambos buques franceses fuera de combate. Durante la tarde el Massachusetts siguió castigando la batería de El Hank, mientras el resto de la escuadra se enfrentaba a los buques franceses que trataban de forzar el paso hasta las playas de desembarco. En estas acciones el Massachusetts recibió un tercer impacto procedente del destructor francés Baulonnais. Tras el acuerdo de rendición de los franceses y su paso al bando aliado el 11 de noviembre, el Massachusetts partió de vuelta a Estados Unidos para ser asignado al Pacífico.

### Teatro de operaciones del Pacífico
El USS Massachusetts llegó a la base de Numea, Nueva Caledonia, el 4 de marzo de 1943. Su primer destino fue las islas Salomón, en las operaciones alrededor de Guadalcanal. Posteriormente, en noviembre, escoltando a su grupo de portaaviones, bombardeó las islas de Makin, Tarawa y Abemama en las islas Gilbert, y en diciembre Nauru. En enero de 1944 participó en las operaciones de desembarco en las islas Marshall bombardeando Kwajalein y la base japonesa de Truk, y en febrero las islas de Tinian, Saipán y Guam en las islas Marianas. Posteriormente operó en las islas Carolinas, Nueva Guinea y bombardeó la isla de Ponape antes de poner rumbo en octubre a Estados Unidos para efectuar reparaciones y reacondicionamiento de su armamentos en los astilleros Puget Sound Navy Yard, en Bremerton, Washington. En agosto de 1944 estaba de vuelta en Pearl Harbor. Bombardeó Formosa previamente a trasladarse a las islas Filipinas al inminente desembarco en la isla de Leyte. Allí en octubre participó en la batalla del Golfo de Leyte

### Posguerra
Después de la guerra navegó hasta Puget Sound para efectuar su desarme y desactivación. Fue dado de baja el 27 de marzo de 1947 y pasado a las Flotas de Reserva de la Marina de Estados Unidos en Norfolk, Virginia. Fue finalmente dado de baja del Registro Naval de la Armada el 1 de junio de 1962. 

## Buque museo

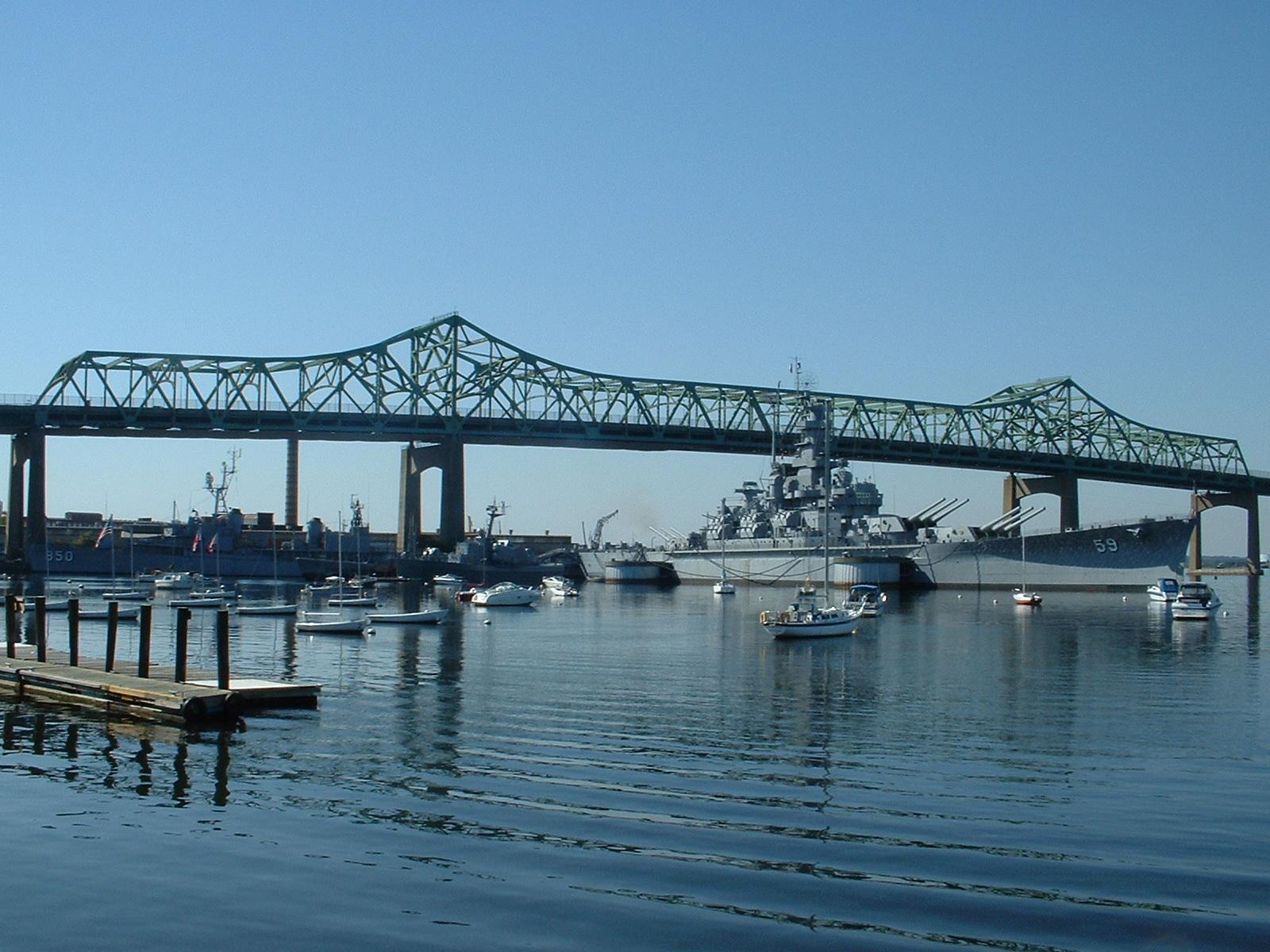
El USS Massachusetts en el museo Battleship Cove.

Una asociación de veteranos del buque y ciudadanos del estado de Massachusetts recaudó los fondos necesarios para conseguir la cesión del buque para abrirlo como museo y memorial de guerra. El 14 de agosto de 1965 abrió sus puertas el Battleship Cove, en Fall River, Massachusetts, museo que en la actualidad, aparte del USS Massachusetts acoge al destructor de la clase Gearing USS Joseph P. Kennedy, Jr. y al submarino de la clase Balao USS Lionfish entre otros buques.